# Регент (діамант)

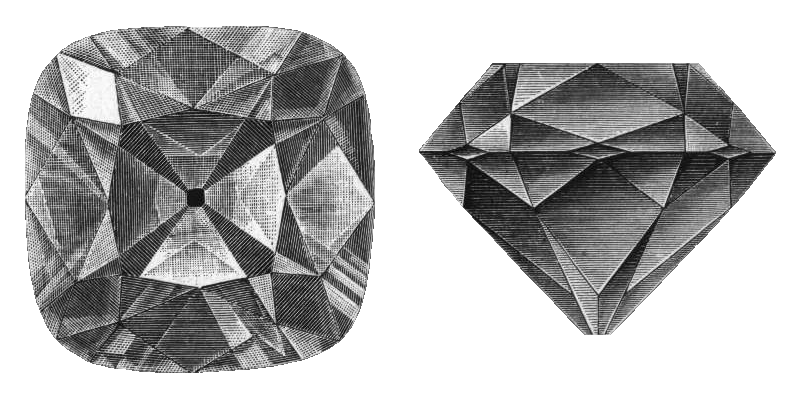
Діамант «Регент». Ілюстрація з енциклопедії «Nordisk familjebok»

48°51′38″ пн. ш. 2°20′15″ сх. д. / 48.8605° пн. ш. 2.3375° сх. д.
Регент — один з найвідоміших діамантів у світі, що має вагу 140,64 карат (28,1 г). Зберігається у Луврі.

## Історія
За легендою, камінь знайшов індійський раб, що працював на алмазному руднику поблизу Голконди. Необроблений алмаз важив близько 400 карат. Зробивши в нозі рану та сховавши в ній камінь, рабові вдалося винести його за межі рудника і втекти. В Мадрасі (сучасний Ченнаї) раб запропонував купити алмаз англійському морському капітанові, але той викрав алмаз, а раба вбив. Згодом капітан продав камінь індійському купцю, який в свою чергу продав його британському торговцю серу Томасу Пітту (діду прем'єр-міністра) в 1701 році. Пітт віддав алмаз на обробку, після чого вага каменя скоротилася втричі і він став ограненим діамантом вагою 141 карат. В 1717 році діамант придбав за 135 000 фунтів стерлінгів (близько 18 мільйонів фунтів станом на 2010 рік) герцог Орлеанський Філіпп II, який був тоді регентом малолітнього короля Людовика XV. Діамант став головною прикрасою французької королівської корони і отримав назву «Регент», в знак подяки герцогу за вдале придбання.
В 1792 році під час революційних хвилювань камінь був викрадений разом з іншими дорогоцінностями французької скарбниці, проте швидко знайшовся завдяки анонімному листу про його місцезнаходження. Деякий час «Регент» прикрашав шпагу імператора Наполеона Бонапарта. При поверненні правління монархії діамант продовжував служити прикрасою корони французьких королів. З 1887 року знаходиться в Луврі.